# Matthäus Ratzenberger
Matthäus Ratzenberger (auch: „Ratzeberger“, „Ratzenperger“ oder „Razzeberg“; * 1501 in Ratzenberg bei Lindenberg im Allgäu, damals Hoheitsgebiet von Wangen; † 4. Januar 1559 in Erfurt) war Arzt und Reformator, Freund Luthers und anfangs auch Melanchthons, als Leibarzt mehrerer reformatorisch orientierter Fürsten tätig.

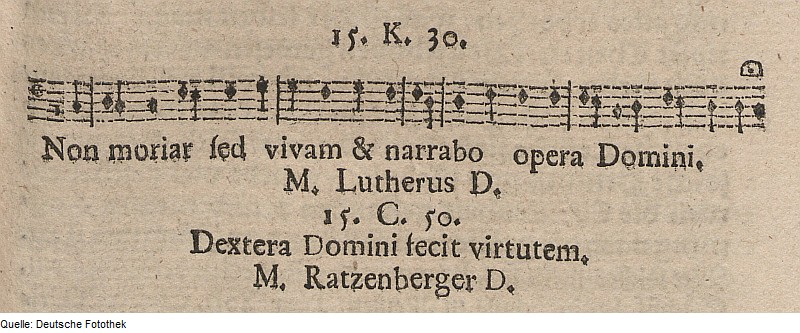
Non moriar sed vivam, et narrabo opera Domini – „Ich werde nicht sterben, sondern leben und die Taten des Herrn verkünden“ (Psalm 118, 17), Wahlspruch von Martin Luther; darunter Dextera Domini fecit virtutem – „Die Rechte des Herrn wirkt mit Macht“ (Psalm 118, 15 und 16), Wahlspruch von Matthäus Ratzenberger; Kupferstich aus 1706

## Leben

### Kindheit und Jugend
Die Herkunft der Familie der Ratzenberger ist wegen fehlender Dokumente unsicher. Matthäus Ratzenberger wurde jedenfalls 1501 auf Burg Ratzenberg geboren und verbrachte dort seine Kindheit und Jugend. Ratzenberg liegt heute auf dem Gebiet der Stadt Lindenberg im Allgäu, gehörte jedoch über 200 Jahre lang (von kurz nach 1400 bis 1614, also zur Zeit Matthäus Ratzenbergers) zur entfernten Reichsstadt Wangen, die deshalb auch als Geburtsort geführt wird.

### Studium in Wittenberg
Matthäus Ratzenberger begann 1516 sein Medizinstudium an der Universität zu Wittenberg. Zunächst absolvierte er ein Studium der philosophischen Grundwissenschaften der Sieben freie Künste. An der philosophischen Fakultät erwarb er sich am 13. Oktober 1517 den niedrigsten akademischen Grad der damaligen Zeit, das Bakkalaurat. Er beschäftigte sich gleichzeitig mit der reformatorischen Theologie und schloss sich Martin Luther an. Auch mit Johannes Agricola machte er Bekanntschaft, sicher auch mit vielen bedeutenden Persönlichkeiten, die vom damaligen Ruf der Universität angezogen worden waren.
Nach dem eigentlichen Studium nutzte Ratzenberger die Zäsuren in seinen folgenden Lebensabschnitten, um an der Universität zu studieren. Vor allem hatte er sich auf ein Studium der medizinischen Wissenschaften konzentriert. Zu jener Zeit unterrichteten an der medizinischen Fakultät der Wittenberger Hochschule Augustin Schurff, Heinrich Stackmann, Jakob Milich und Caspar Lindemann. Unter Schurff erwarb er sich am 8. Oktober 1528 das Lizentiat der Medizin und promovierte unter demselben am 12. Januar 1536 zum Doktor der Medizin. In jener Zeit scheint er sich auch mit Klara, der Schwester des Johann Pontanus, verheiratet zu haben, womit er ein Verwandter Luthers wurde.

### Brandenburg
1525 war Ratzenberger Stadtphysikus in Brandenburg. Bald darauf berief ihn Kurfürstin Elisabeth, die Tochter des dänischen Königs Johann I., die sich dem lutherischen Glauben zugewandt hatte, zu ihrem Leibarzt und Berater in Religionsangelegenheiten. 1527 flüchtete Elisabeth vor ihrem Ehemann, dem Kurfürsten Joachim I. von Brandenburg, der sie wegen ihres Glaubenswechsels und dem entsprechenden Einfluss auf seine Söhne gefangensetzen wollte, nach Sachsen. Ratzenberger hatte keinen Grund mehr, am brandenburgischen Hofe zu bleiben, und entwich vor dem erzürnten Kurfürsten nach Wittenberg.

### Grafschaft Mansfeld
Schon nach kurzem Aufenthalt holte ihn Graf Albrecht VII. von Mansfeld als Leibarzt zu sich nach Eisleben. Möglicherweise hatte ihn Johannes Agricola hierfür empfohlen, der seit 1525 dort lebte. Beide Männer erneuerten ihre alte Freundschaft aus der Wittenberger Zeit und unterhielten einen engen Gedankenaustausch. Dies zeigte sich auch dadurch, dass Agricola Ratzenberger seinen gesamten Briefwechsel zur Abschrift überließ.
1531 zerbrach allerdings diese Freundschaft offenbar im Zusammenhang mit dem Erkalten der Beziehung und dem auffällig abnehmenden Briefwechsel zwischen Agricola und Luther, den Ratzenberger seinerseits innig verehrte.

### Sachsen
Von 1538 bis 1546 wirkte Ratzenberger als Leibarzt des Kurfürsten Johann Friedrich von Sachsen.
Neben der medizinischen Wissenschaft beschäftigte sich Ratzenberger intensiv mit religiösen Themen. Täglich studierte er die heilige Schrift mit den Erklärungen Luthers hierzu sowie die anderen lateinischen und deutschen Schriften des Reformators. Eng vertraut mit der evangelischen Lehre nahm er an allen kirchlichen Auseinandersetzungen lebhaften Anteil. Der Kurfürst ließ sich daher von ihm zu den häufig genug auftretenden Streitfragen Gutachten erstellen und über die Religionsverhandlungen Bericht erstatten.
Ratzenberger nahm in seinem Auftrag an den Reichstagen zu Frankfurt 1543 und Speyer 1544 teil und wurde sogar als Collocutor für die Verhandlungen in Regensburg 1546 in Aussicht genommen. Luther billigte die Wahl Ratzenbergers, den er als theologisch gebildeten, glaubens- und charakterfesten Mediziner einem möglicherweise ängstlichen und nachgiebigen Theologen vorzug. Dafür konnte ihm Ratzenberger als treuer, einflussreicher Freund bei Hofe nützlich sein.
Ebenfalls in kurfürstlichem Auftrag überzeugte Ratzenberger den erzürnten und kranken Reformator, den die unleidlichen Verhältnisse 1545 aus Wittenberg vertrieben hatten, aus Zeitz in die Heimat zurückzukehren. Luther erkannte die Bemühungen des Freundes dankbar an und widmete ihm die 1545 entstandene Schrift „Wider das Papsttum zu Rom, vom Teufel gestiftet“.
Nach dem Tod Luthers im Februar 1546 sorgte Ratzenberger als Vormund für dessen Kinder.
Er warnte 1547 den Kurfürsten vor der Teilnahme an dem Krieg des Schmalkaldischen Bundes gegen Karl V. und verlor in den Auseinandersetzungen mit den kriegstreibenden Beratern des Kurfürsten dessen Vertrauen. Der Kurfürst wurde dann in den Kampfhandlungen von kaiserlichen Truppen auf der Lochauer Heide gefangen genommen. Auf Fürbitte einflussreicher Fürsten wandelte man das ursprünglich ausgesprochene Todesurteil in lebenslanges Gefängnis um. Nach fünf Jahren Gefangenschaft kam er dank des Passauer Vertrages wieder frei und residierte seine letzten Lebensjahre in Weimar.
Noch während seiner Gefangenschaft hatte Johann Friedrich im Jahre 1557 die „Hohe Schule“ in Jena gründen lassen. Sie sollte die verlorene Landesuniversität Wittenberg ersetzen, wurde aber erst 1558, nach seinem Tod, von Kaiser Ferdinand I. zur Universität Jena erhoben. Die Söhne des sächsischen Fürsten Johann Friedrich riefen Matthäus Ratzenberger und Melanchthon nach Weimar, um den Aufbau der Universität zu fördern. Allerdings entzweite sich Ratzenberger mit Melanchthon, da er meinte, dass Melanchthon von der Lehre Luthers abgewichen sei. Somit trat er zum Lager der Gnesiolutheraner über.

### Erfurt
Nach Rückkehr des Kurfürsten aus der Gefangenschaft nahm Ratzenberger den Abschied und zog mit seiner Familie nach Nordhausen, eröffnete eine Praxis und ging schließlich als Stadtphysikus nach Erfurt.
Obwohl er dort als Arzt tätig war, wird er in der städtischen Chronik nicht als Stadtarzt geführt. Seine medizinische Tätigkeit in Nordhausen scheint somit unabhängig von offiziellen städtischen Ämtern gewesen zu sein. Im Juni 1547, als er dem Kurfürsten aus Altenburg schrieb, unterzeichnete Ratzenberger lediglich mit „Doktor“ und nicht mehr mit dem Titel des Leibarztes, was auf eine Veränderung seiner beruflichen Stellung hinweist.
Vermutlich um das Jahr 1550 ging er als Stadtphysikus nach Erfurt. Am 4. Januar 1559 wurde Ratzenberger, neben seinen beiden Töchtern, auf dem Kirchhof von St. Georg in Erfurt begraben. Die Leichenpredigt wurde von Andreas Poach (1516–1585) gehalten, der zuvor als Pfarrer in Nordhausen tätig gewesen war. Ratzenberger hinterließ seine Witwe sowie vier Söhne: Johannes, der aus Coburg stammte, Matthäus, möglicherweise aus Eimberg, Christoph und Andreas. Sein Schwager, der Bruder seiner Frau Clara Brückner, war Johann Brückner.
Als Anhänger der Gnesiolutheraner setzte sich Ratzenberger mit der Partei der Philippisten heftig auseinander. Um die Förderung der Jenaer Lutherausgabe machte sich Ratzenberger besonders verdient.

## Erinnerungsstücke
Zur Erinnerung an den großen Sohn der Stadt gab Wangen seinem 2006 eröffneten Seniorenzentrum den Namen Matthäus-Ratzenberger-Stift .
In Ratzenberg selbst machen 2 Tafeln auf Matthäus Ratzenberger aufmerksam:

„Burgstelle Ratzenberg / Dr. Matthäus Ratzenperger 1538 Leibarzt / und Berater des Kurfürsten von Sachsen / und Freund des Dr. Luther“

„Ratzenberghof / E / Die Siedlung Ratzenberg / verdankt ihre Entstehung einer Burgstelle / die im Jahre 1538 / von Matthäus Ratzenperger, / dem Freund Martin Luthers gegründet wurde.“

## Werke
- Warnung / Vor den unrechten Wegen die Sache der Offenbahrung des Antichrists zu führen. 1665; Müller, Magdeburg 1690 (Digitalisat).
- Geheime Geschichte von den Chur- und Sächsischen Höfen und den Religions-Streitigkeiten seiner Zeit. Hrsg. v. Georg Theodor Strobel. Lorenz Schüpfel, Altdorf 1774 (Digitalisat).
- Die handschriftliche Geschichte Ratzeberger’s über Luther und seine Zeit. Hrsg. v. Christian Gotthold Neudecker. Friedrich Mauke, Jena 1850 (Digitalisat; Original der Harvard-Universität, digitalisiert am 25. August 2008).

## Familie
Clara Brückner, die Ehefrau von Matthäus Ratzenberger, war die Tochter von Hans Brückner, einem Ratsherren und Hüttenmeister in Eisleben, und Hedwig Heidelberg. Claras Bruder, Johann Brückner (* 1521 in Eisleben; † 1572 in Wien), absolvierte sein Medizinstudium in Padua. Er war der Leibarzt von Herzog Albrecht und später Professor in Königsberg und Jena. Zudem diente er als Leibarzt der Herzöge Johann Friedrich der Mittlere und Johann Wilhelm.